# Курыкюмал
Курыкюмал (мар. Курыкйымал) — деревня в Моркинском районе Республики Марий Эл. Входит в состав Октябрьского сельского поселения.

## География
Находится в юго-восточной части республики Марий Эл на расстоянии приблизительно 19 км по прямой на юго-запад от районного центра посёлка Морки.

## История
Известна с 1839 года как околоток, где было 13 дворов, насчитывалось 39 душ мужского пола. В 1859 году здесь (уже деревня) проживало 69 человек. В 1902 году здесь числилось 16 дворов, в 1915 19. В 1924 году проживали 143 человека, большинство мари. В 1958 году находилось 40 домов, в 2004 47 домов. В советское время работали колхозы «Йошкар патыр»,"Сталинград".

## Население
Население составляло 122 человека (мари 100 %) в 2002 году, 127 в 2010.